# Prónay Pál
Tótprónai és blatnicai Prónay Pál Sándor István Gábor (Romhány, 1874. november 2. – 1946 vagy később) magyar katonatiszt. A Rongyos Gárdaként ismert szabadcsapat vezetőjeként fontos szerepe volt a fehérterrorban és a soproni népszavazás eredményének kikényszerítésében.

## Tevékenysége
Tótprónai és blatnicai Prónay István és zsadányi és törökszentmiklósi Almásy Mária fiaként született, evangélikus családba. Budapesten a Ludovika Akadémián végzett, az első világháborúban a Császári és Királyi 13. Jász-Kun Huszárezredben szolgált és mint százados szerelt le. A Tanácsköztársaság kikiáltása után, Szegeden 1919. júniusban leszerelt tisztekből és altisztekből különítményt szervezett, amely együttműködött Horthy Nemzeti Hadseregével. A Tanácsköztársaság bukása után Prónay különítményesei számos atrocitást követtek el.  

### Szerepe a fehérterrorban
Prónayt és százhatvan fős szabadcsapatát 1919 augusztusának végén állítólag a helyi nagybirtokos, Széchenyi Andor Pál hívta „rendteremtés végett” Marcaliba. Prónay a helyi ügyésztől annak tiltakozásával nem törődve, önkénnyel átvette a belügyminiszteri távirat alapján korábban letartóztatott személyeket, akik „vezető jellegű politikai tevékenységet fejtettek ki”, többek között Simon József káplánt és Zsirka Kovács József párttitkárt.
Prónay: Jövetelemkor már kb. harmincan ültek a szolgabírói börtönben, vagy tizenöt zsidó főbűnöst, azonkívül egy katolikus papot maga  Tóth szolgabíró jelölt meg, mint olyanokat, akik az akasztófára érettek. «Továbbá:» A pap érdekében jártak nálam többen, sőt még az esperes maga kért kegyelmet kollégája részére. De nem érdemelte meg, tehát nem is adtam meg.»

A Simon káplán érdekében közbenjáró volt helyi plébános, Rumi István felkereste a Széchenyi-kastélyban megszállt Prónayt, de válaszul csak annyit kapott, hogy „a papok és tanítók számára nincs kegyelem, azok tudták, mit cselekszenek”. Augusztus 28-án Prónay-különítmény tagjai Simont és társait halálra kínozták.
Simon kínzását és 1919. augusztus 28-ról 29-re virradó éjjel történt halálát illetően eltérnek a visszaemlékezések, azonban ha az egymásnak ellentmondó közléseknek csak a töredéke igaz, akkor is finomkodás bestiálisnak nevezni, amit a káplánnal tettek. Társaival együtt meztelenre vetkőztették, puskatussal ütötték és mogyoróhusánggal kétszázat vertek rá («A hús cafatokba lógott róluk, a harmadik cséplésnél már jajgatni sem tudtak»), majd Salm Hermann főhadnagy a hajánál fogva rángatta és verte a földhöz a fejét («Arcát úgy összeverték, hogy nem tudtuk felismerni»), az ujjait kalapáccsal törte össze, fogait kiverte, nyelvét megszakította, szemeit kiszúrta, fejbőrét lenyúzta, az áldásosztó ujjait lemetszette, majd felakasztotta. Utolsó szavait illetően is különböznek a visszaemlékezések: egyesek szerint az életéért könyörgött («Uraim, bocsássanak meg, ha vétettem, a kedves szüléimet nézzék, hagyják meg az életemet!»), mások szerint imádkozott («Édes Szűzanyám, segíts már meg!»). A Széchenyi-uradalom kukoricásában lévő tömegsírt állítólag egy kutya találta meg; a káplán unokatestvérének visszaemlékezése szerint «tizenketten voltak három koporsóban».
Simon emlékezetének fennmaradásához hozzájárult Hamburger Jenő 1930-ban moszkvai emigrációban írt és később széles körben ismertté vált Latinka-ballada c. költeménye; a szintén a Prónay-különítmény által szeptember 16-án éjjel meggyilkolt Latinca Sándor és társainak emléket állító költemény név szerint említi („«Állj elő, hát Szalma János, / te is Farkas komisszáros.» / – Szól a báró Prónay – / «Mehettek már Marcaliba / Simon paphó’ meggyónni!»”). 

### Szerepe a nyugat-magyarországi felkelésben
Prónay Pál döntő szerepet játszott a nyugat-magyarországi felkelés kirobbantásában. A felkelés során a magyar irreguláris alakulatok megakadályozták az osztrák rendőr és csendőralakulatok bevonulását a Magyarország által a trianoni döntés által kiürített Sopronba és az elcsatoltnak ítélt határterületre, majd az 1921. október 4-ére összehívott nemzetgyűlésen kikiáltották a független Lajtabánságot, melynek vezetőjévé megválasztották Prónayt „lajtai bán” címmel. A felkelést nagymértékben segítette a soproni csendőrparancsnok Ostenburg-Moravek Gyula és az általa irányított három század csendőr csatlakozása. A fegyveres ellenállás kényszerítette az antant hatalmakat a soproni népszavazás (1921. december 14.) kiírására. IV. Károly király második visszatérési kísérlete idején Prónay megtagadta a legitimista (királypárti) katonai egységek elleni fellépést. Ezért Bethlen István és Gömbös Gyula kizáratta az Etelközi Szövetségből, nyugdíjazták és félreállították, azonban a továbbiakban is részt vett a szélsőjobboldali megmozdulásokban, valamint a Rongyos Gárda 1938-as újjászervezésében is. Ostenburg-Moravek Gyulával közösen létrehozta a Magyar Országos Fasiszta Pártot.

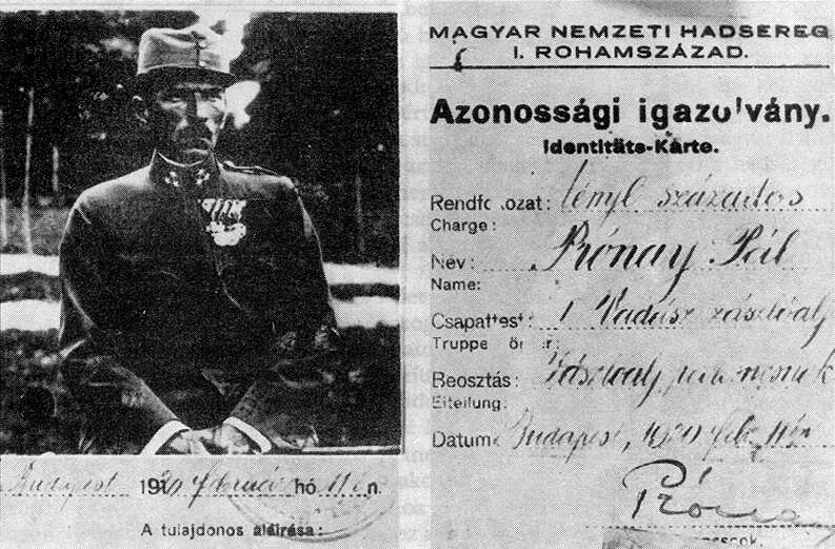
Prónay Pál igazolványa (1920)

Budapest ostroma idején újabb különítmény szervezésébe fogott, amely azonban nem játszott különösebb szerepet a háborúban.
A szovjet csapatok 1945. március 20-án elfogták és elhurcolták, majd a Szovjetunió Állambiztonsági Szerveinek Különleges Tanácsa 1946. június 10-én 20 év kényszermunkára ítélte. Az Oroszországi Föderáció 1991. október 18-ai „A politikai üldözések áldozatainak rehabilitálásáról” szóló törvényének 3. § b. pontja értelmében 2001. június 27-én rehabilitálták a kémkedés és szabotázs vádak alól.
Felesége gróf Pálffy-Daun Eleonóra Amata Anna Mária Emma volt (Pálffy-Daun Vilmos Lipót és Nugent Eleonóra Mária lánya), akivel 1921. április 11-én kötött házasságot, Budapesten.

## Kulturális vonatkozások
Máriássy Félix részben átdolgozva, a nyugat-magyarországi felkelést, a fehér terrort és királypuccsot a kornak megfelelő szemszögből bemutató filmet rendezett 1969-ben Imposztorok címen, amely Prónay Pál életéből és tevékenységéből is merít. A filmben Prónayt Doborján Pálra keresztelték át, akit Tomanek Nándor alakít.